# Ходжасан (электродепо)
ТЧ-2 «Ходжаса́н» (азерб. Xocəsən) — электродепо, обслуживающее Фиолетовую линию Бакинского метрополитена. Введено в эксплуатацию 23 декабря 2022 года. 
Второе депо Бакинского метрополитена. До своего открытия Бакинский метрополитен (все три линии — Красную, Зелёную и Фиолетовую) обслуживало единственное до «Ходжасана» ТЧ-1 имени Наримана Нариманова. 
В перспективе обслуживанием Зелёной линии будет заниматься ТЧ-3 «Дарнагюль».
Депо занимает площадь 24 гектара.
В депо созданы два противопожарных водных резервуара, три осмотровые канавы, служебные помещения, блок-пост для управления движением поездов, электрическая подстанция, инфраструктура для ремонта и технического осмотра поездов.

## Подвижной состав

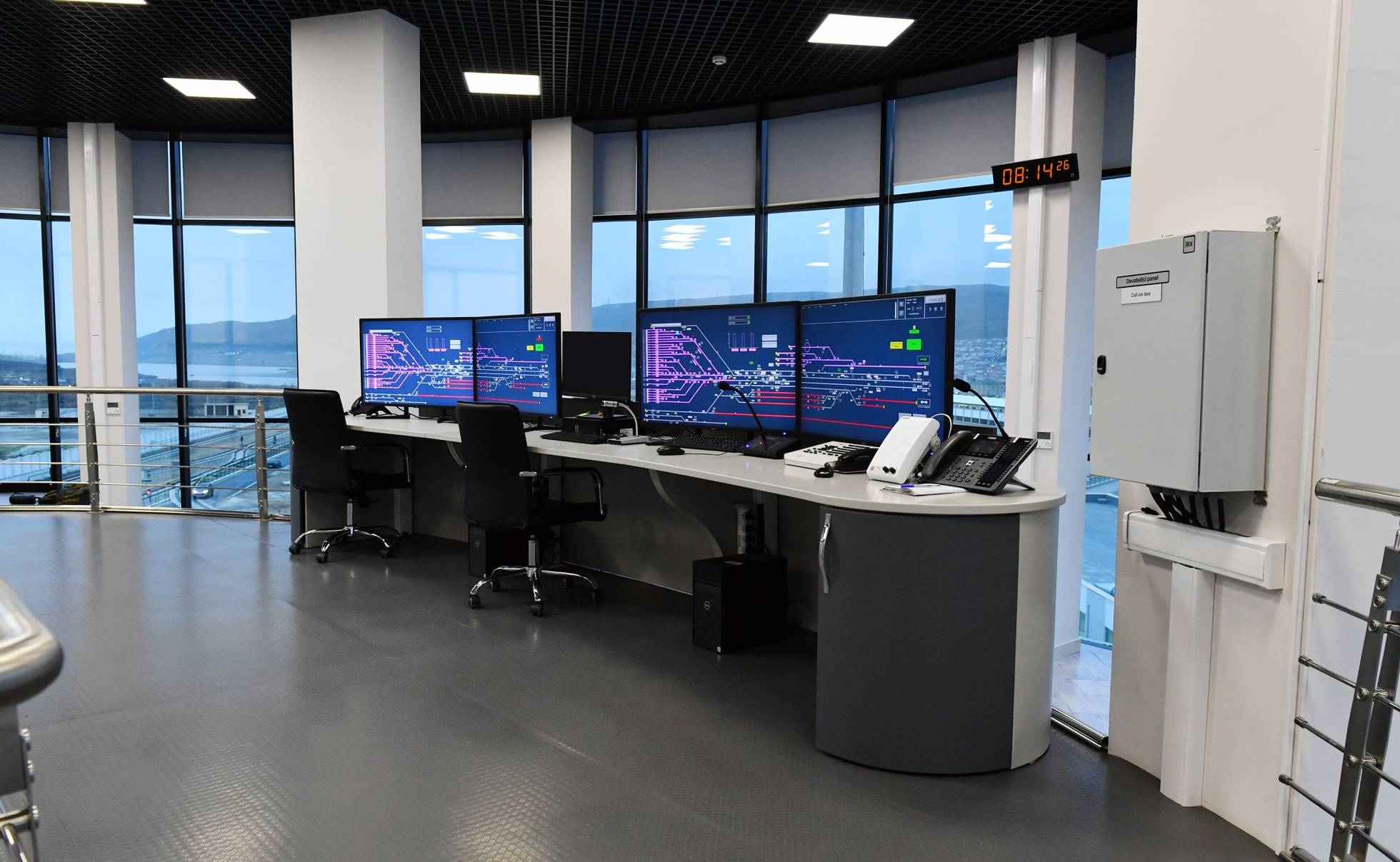
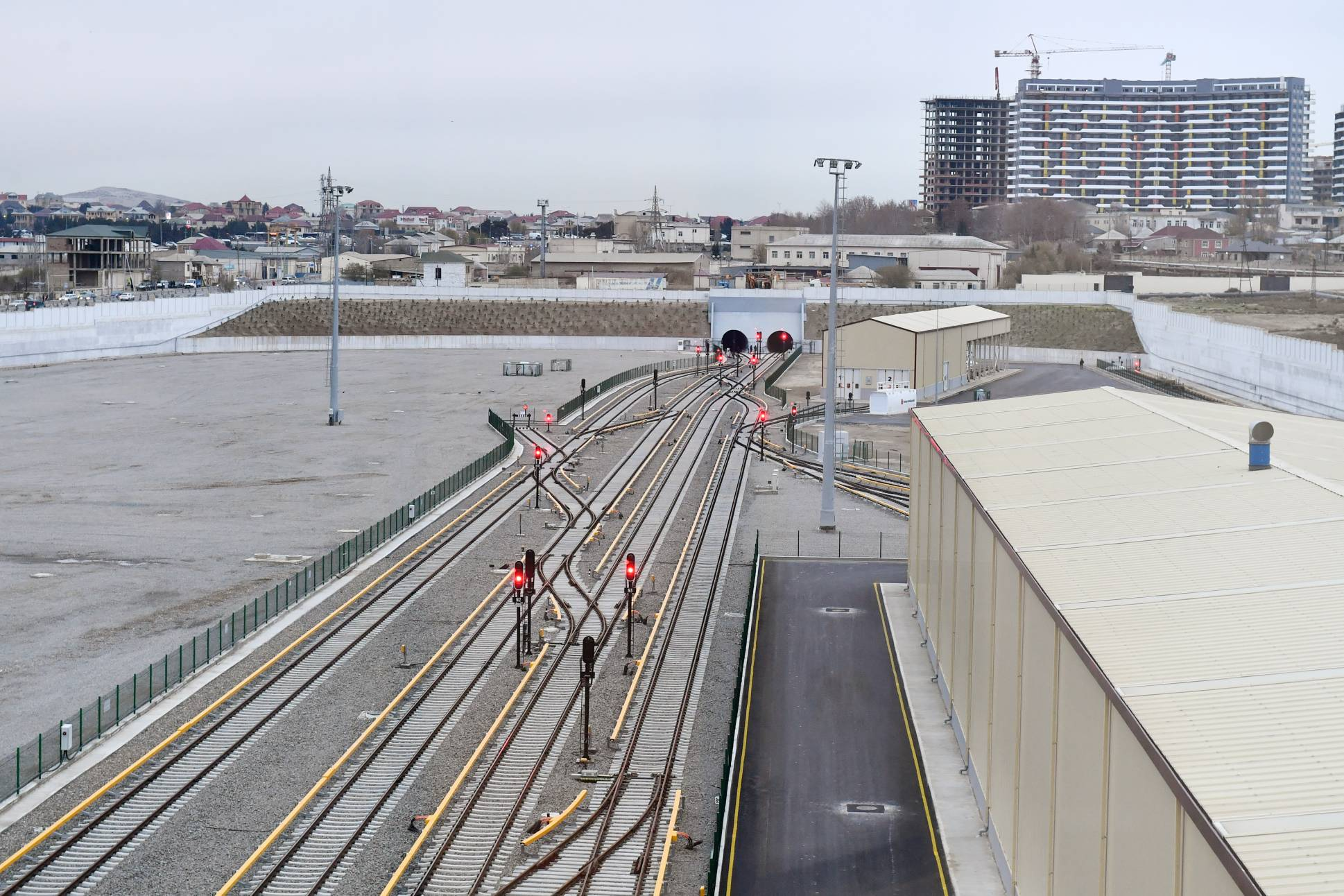
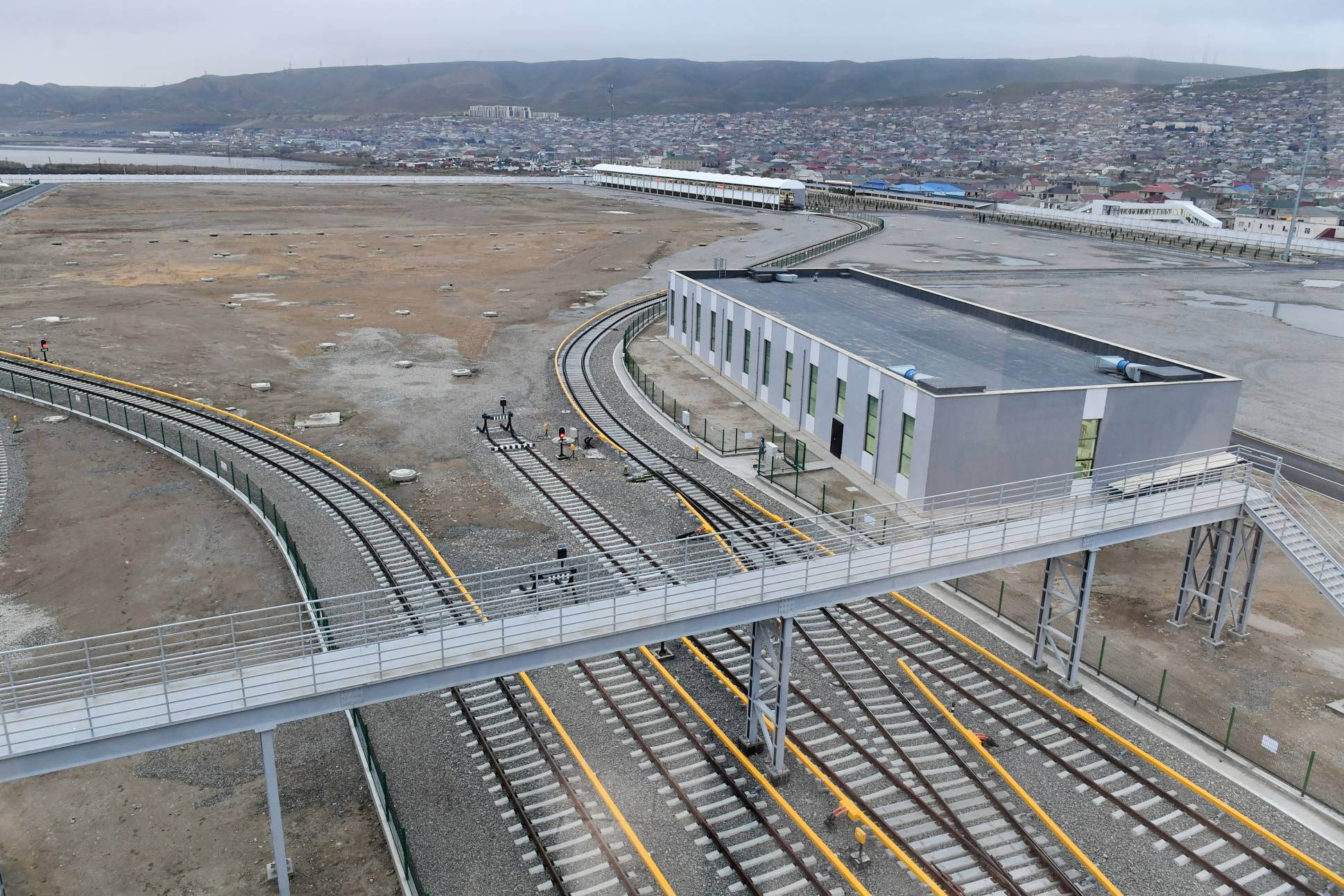
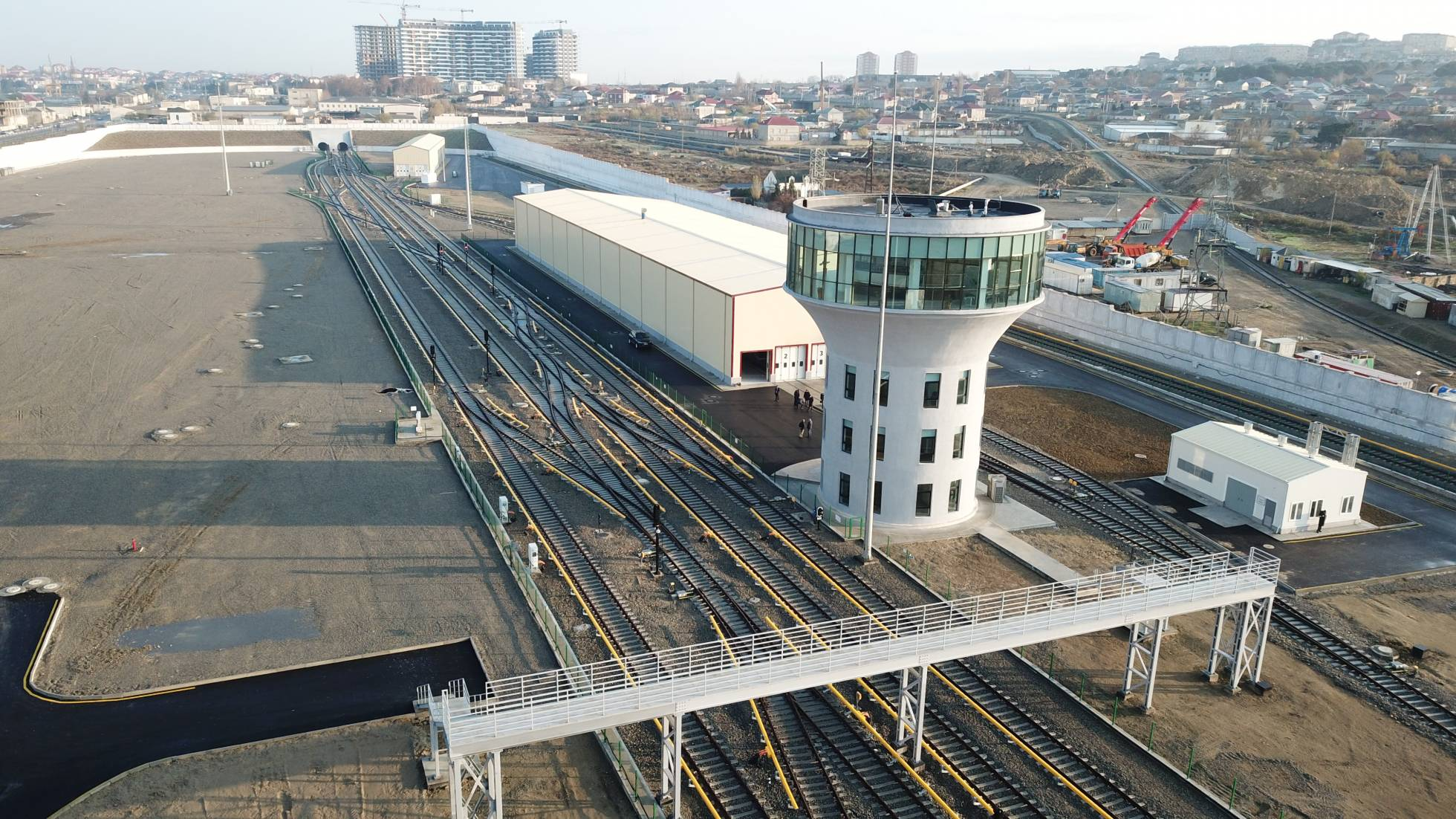
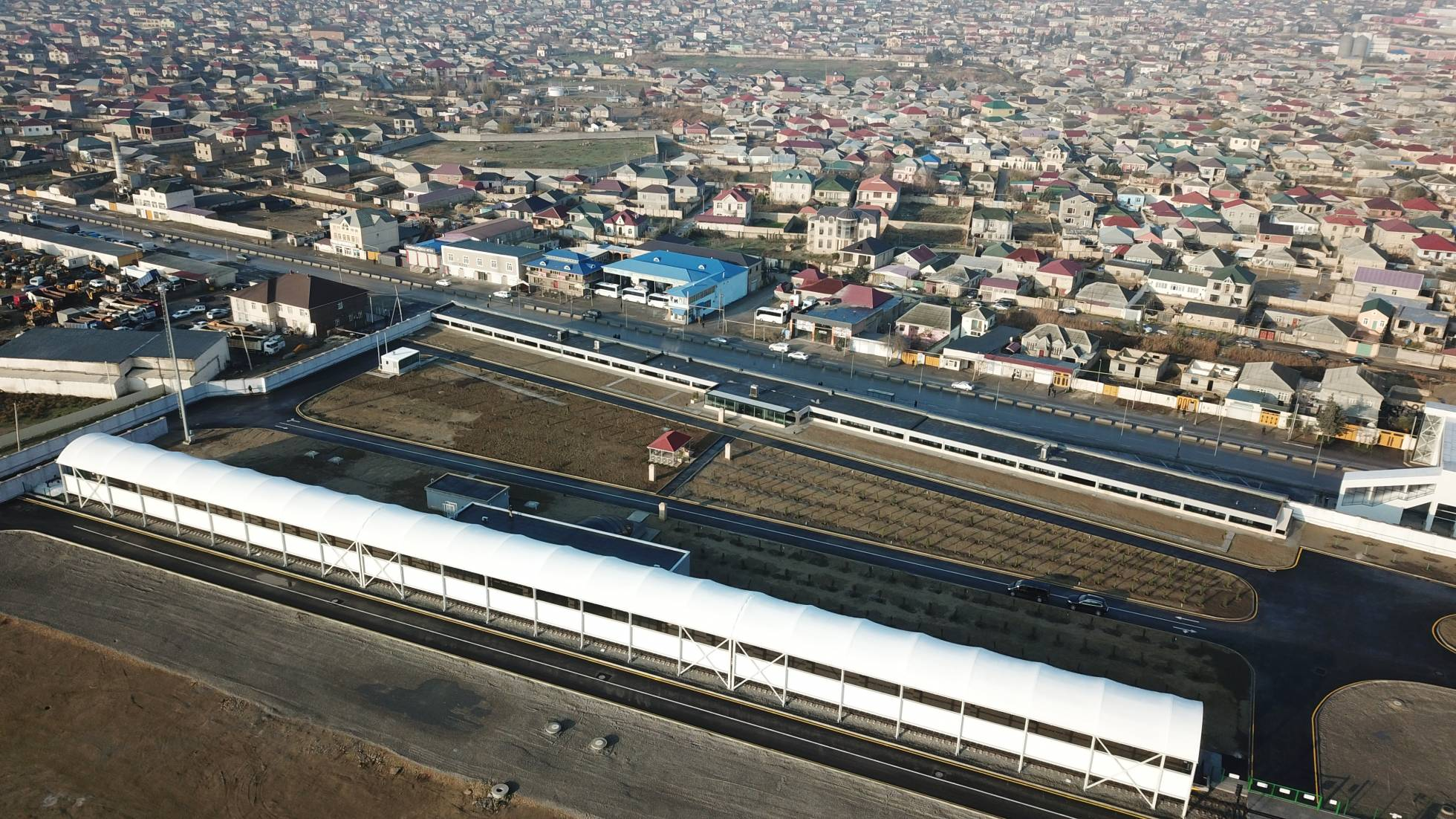

| Тип вагонов                     | Период                 | Вагонов в составе |
| ------------------------------- | ---------------------- | ----------------- |
| 81-717.5/714.5 81-717.5Б/714.5Б | 2022 — настоящее время | 7                 |